# 埃兰-达罗毗荼语系
埃兰-达罗毗荼语系是一个假定的语系，将巴基斯坦和印度南部的达罗毗荼语系与今日伊朗西南部已灭绝的埃兰语相联系。语言学家David McAlpin是该假说的坚定支持者。这一假说在学术界获得了关注，但也受到了严重的批评，而且仍然只是达罗毗荼语言起源的几种可能之一。一般认为埃兰语是一种孤立语言，与已知的任何一种语言都没有同源关系。

## 假说的历史
埃兰语和达罗毗荼语在某种程度上有关的理论可以追溯到19世纪初这两个领域刚刚创立时。Edwin Norris是第一个（1853）发表文章支持这一假设的人。Robert Caldwell在1856年出版了一本关于达罗毗荼语的比较语言学书籍，提出了进一步的证据。宾夕法尼亚大学达罗毗荼语言和语言学助理教授David McAlpin发表了一系列论文，提供了支持这一理论的证据。他还推测，未知的哈拉帕语（印度河河谷文明的语言）也可能属于这一语系。

## 语言学证据
据David McAlpin所说，达罗毗荼语的使用者是从位于今日伊朗西南部的埃兰带来印度的。McAlpin (1975)在他的研究中确定了埃兰语和达罗毗荼语之间的一些相似之处。他提出，达罗毗荼语和埃兰语有20%的词汇是同源的，12%的词汇是可能同源的。进一步，埃兰语和大陆哦哦批图与有相似的第二人称代词和平行的格后缀。它们有一些类似的派生词、抽象名词，以及相同的动词词干+时态标记+人称后缀结构。两者都有两个肯定时态，一个是“过去时”，一个是“非过去时”。

## 认可度
该假说在学术界获得了关注，但由于有关埃兰语的资源有限，很难进行评估。埃兰-达罗毗荼语支持者有伊戈尔·米哈伊洛维奇·季亚科诺夫和Franklin Southworth。
Bhadriraju Krishnamurti认为McAlpin提出的埃兰语和达罗毗荼语之间的形态对应关系是临时性的，并认为它们缺乏语音动机。Kamil Zvelebil和其他人也提出了类似的批评。Georgiy Starostin批评说，它们与附近其他语系的对应关系并不密切。对于大多数历史语言学家来说，埃兰-达罗毗荼语系仍未得到证实，学者们普遍认为埃兰语是一种孤立语言，与任何已知语言没有同源关系。

## 农业的传播
除语言上的相似之外，埃兰-达罗毗荼语系假说的基础是，农业从近东经埃兰传播到印度河河谷。即，农耕人群从埃兰带来了新的语言和农业。支持民族植物学的数据包括小麦的近东起源与其名称(D. Fuller)。后来埃兰和印度河流域文明之间广泛贸易的证据表明，两个地区间仍有联系。
Renfrew和Cavalli-Sforza也认为原始达罗毗荼语是由新月沃土伊朗部分的农民带到印度的，:221-222但最近Heggarty和Renfrew指出，“McAlpin对语言数据的分析，以及因此他的主张，仍与正统说法相去甚远”，并说Fuller没有发现达罗毗荼语和其他语言的关系，因此假定它是印度本土的语言。Renfrew和Bahn的结论是，有几种情况语数据相吻合。
Narasimhan等(2019)的结论是，印度河文明人群的伊朗祖先成分是由与伊朗农民相关但不同的人贡献的，且缺乏与安纳托利亚农民相关的祖先，而安纳托利亚农民在公元前6000年之后很常见。:11那些与伊朗农民有关的人可能在印度和古出现农业之前就已经到达那里，:11并在大约公元前5400至3700年，即成熟的印度河文明出现前，就与印度采猎者人群混合。:5Sylvester等(2019)指出（参Renfrew (1996)），“巴基斯坦俾路支省有讲布拉灰语的人，他们是达罗毗荼语语言岛，这支持埃兰-达罗毗荼语系假说”:1并认为在新石器时代发生了双向迁徙和混合。{sfn|Sylvester|2019}}

## 资料
- Narasimhan, Vagheesh M.; Patterson, N.J.; Moorjani, Priya; Rohland, Nadin;  et al, , Science, 2019, 365 (6457): eaat7487  [2022-09-11], PMC 6822619 , PMID 31488661, doi:10.1126/science.aat7487, （原始内容存档于2020-12-29）
- Sylvester, Charles, , Annals of Human Biology, 2019, 46 (2): 175–180, PMID 30909755, S2CID 85516060, doi:10.1080/03014460.2019.1599067

## 阅读更多
- Fairservis, Walter Ashlin. . BRILL. 1992: 19–23. ISBN 978-8120404915.
- Krishnamurti, Bhadriraju. . Cambridge University Press. 2003. ISBN 978-0-521-77111-5.
- McAlpin, David W. . Journal of the American Oriental Society. 2003, 123 (3): 521–546. JSTOR 3217749. doi:10.2307/3217749.
- McAlpin, David W. . Journal of the American Oriental Society. 2015, 135 (5): 551–586. doi:10.7817/jameroriesoci.135.3.551.